# 平納克爾 (蒙大拿州)
平納克爾（英語：Pinnacle）是位於美國蒙大拿州弗拉特黑德縣的普查規定居民點。

## 人口
根據2020年美國人口普查的數據，平納克爾的面積為1.55平方千米，當中陸地面積為1.47平方千米，而水域面積為0.08平方千米。當地共有人口45人，而人口密度為每平方千米29.03人。